# Conocephalus allardi
Conocephalus allardi är en insektsart som först beskrevs av Andrew Nelson Caudell 1910.  Conocephalus allardi ingår i släktet Conocephalus och familjen vårtbitare. Inga underarter finns listade i Catalogue of Life.